# 119. Kongress der Vereinigten Staaten
Der 119. Kongress der Vereinigten Staaten ist die Legislaturperiode von Repräsentantenhaus und Senat in den Vereinigten Staaten zwischen dem 3. Januar 2025 und dem 3. Januar 2027. Alle Abgeordneten des Repräsentantenhauses sowie ein Drittel der Senatoren (Klasse I) wurden im November 2024 zusammen mit dem Präsidenten gewählt.
Nachdem die Demokraten schon bei der Wahl 2022 ihre Mehrheit im Repräsentantenhaus verloren hatten, verloren sie bei dieser Wahl auch noch ihre Mehrheit im Senat. Mit der Wahl von Donald Trump und JD Vance führt die Republikanische Partei im 119. Kongress ein „unified government“ an.

## Wichtige Ereignisse
- 3. Januar 2025: Beginn der Legislaturperiode des 119. Kongresses. Amtsinhaber Mike Johnson wurde im zweiten Wahlgang als Sprecher des Repräsentantenhauses wiedergewählt.
- 9. Januar 2025: Staatsakt zur Beerdigung des früheren Präsidenten Jimmy Carter
- 20. Januar 2025: Amtseinführung von Donald J. Trump als 47. Präsidenten der Vereinigten Staaten
- 24. Januar 2025: Mit der Stimme von Vizepräsident James Vance wurde Pete Hegseth zum Verteidigungsminister bestimmt, der zweite Minister in der Geschichte der Vereinigten Staaten, für dessen Bestätigung die Stimme des Vizepräsidenten als Vorsitzendem des Senats den Ausschlag gab
- 4. März 2025: Der Präsident hält eine Ansprache bei einer gemeinsamen Sitzung beider Kammern

## Die wichtigsten Gesetze
In den Sitzungsperioden des 119. Kongresses wurden folgende Bundesgesetze verabschiedet:
- 29. Januar 2025: Laken Riley Act
- 15. März 2025: Full-Year Continuing Appropriations and Other Extensions Act

## Senat
|                                | Partei (Die Färbung gibt die Mehrheit an) | Partei (Die Färbung gibt die Mehrheit an) | Partei (Die Färbung gibt die Mehrheit an) | Summe | Vakant |
| Republikaner                   | Demokraten                                | Unabhängige                               |                                           | Summe | Vakant |
| ------------------------------ | ----------------------------------------- | ----------------------------------------- | ----------------------------------------- | ----- | ------ |
| Ende des vorherigen Kongresses | 49                                        | 47                                        | 4                                         | 100   | –      |
|                                |                                           |                                           |                                           |       |        |
| Gewählt                        | 53                                        | 45                                        | 2                                         | 100   | –      |
|                                |                                           |                                           |                                           |       |        |
| Stimmverhältnis                | 53 %                                      | 47 %                                      | 47 %                                      | –     | –      |

## Repräsentantenhaus
|                                | Partei(Die Färbung gibt die Mehrheit an) | Partei(Die Färbung gibt die Mehrheit an) | Partei(Die Färbung gibt die Mehrheit an) | Summe | Frei |
| ------------------------------ | ---------------------------------------- | ---------------------------------------- | ---------------------------------------- | ----- | ---- |
|                                |                                          |                                          |                                          | Summe | Frei |
| Republikaner                   | Demokraten                               | Andere                                   |                                          | Summe | Frei |
| Ende des vorherigen Kongresses | 220                                      | 213                                      | 0                                        | 432   | 2    |
|                                |                                          |                                          |                                          |       |      |
| Gewählt                        | 220                                      | 215                                      | 0                                        | 435   | 0    |
| Zu Beginn                      | 219                                      | 215                                      | 0                                        | 434   | 1    |
| Stimmverhältnis                | 50,5 %                                   | 49,5 %                                   | 0,0 %                                    |       |      |

## Amtsträger

### Senat
- Präsident des Senats
  - Kamala Harris (D), bis 20. Januar 2025
  - JD Vance (R), ab 20. Januar 2025
- Präsident pro tempore
  - Chuck Grassley (R), ab 3. Januar 2025

#### Führung der Mehrheitspartei
- Mehrheitsführer: John Thune (R)
- Mehrheitswhip: John Barrasso (R)

#### Führung der Minderheitspartei
- Minderheitsführer: Chuck Schumer (D)
- Minderheitswhip: Dick Durbin (D)

### Repräsentantenhaus
- Sprecher: Mike Johnson (R)

#### Führung der Mehrheitspartei
- Mehrheitsführer: Steve Scalise (R)
- Mehrheitswhip: Tom Emmer (R)

#### Führung der Minderheitspartei
- Minderheitsführer: Hakeem Jeffries (D)
- Minderheitswhip: Katherine Clark (D)

### Mitglieder
- Liste der Mitglieder des Senats im 119. Kongress der Vereinigten Staaten
- Liste der Mitglieder des Repräsentantenhauses im 119. Kongress der Vereinigten Staaten

## Trivia
87 Prozent der Abgeordneten sind Christen. Damit sind Christen deutlich überrepräsentiert im Vergleich zur Gesamtbevölkerung. Dort gehören nur 62 Prozent einer christlichen Denomination an. Während nur drei Abgeordnete kein religiöses Bekenntnis haben (0,6 Prozent), liegt der Anteil in der Bevölkerung bei 28 Prozent.